# Neopanorpa globulifera
Neopanorpa globulifera är en näbbsländeart som beskrevs av George W. Byers 1983. Neopanorpa globulifera ingår i släktet Neopanorpa och familjen skorpionsländor. Inga underarter finns listade i Catalogue of Life.